# Urdd Gobaith Cymru

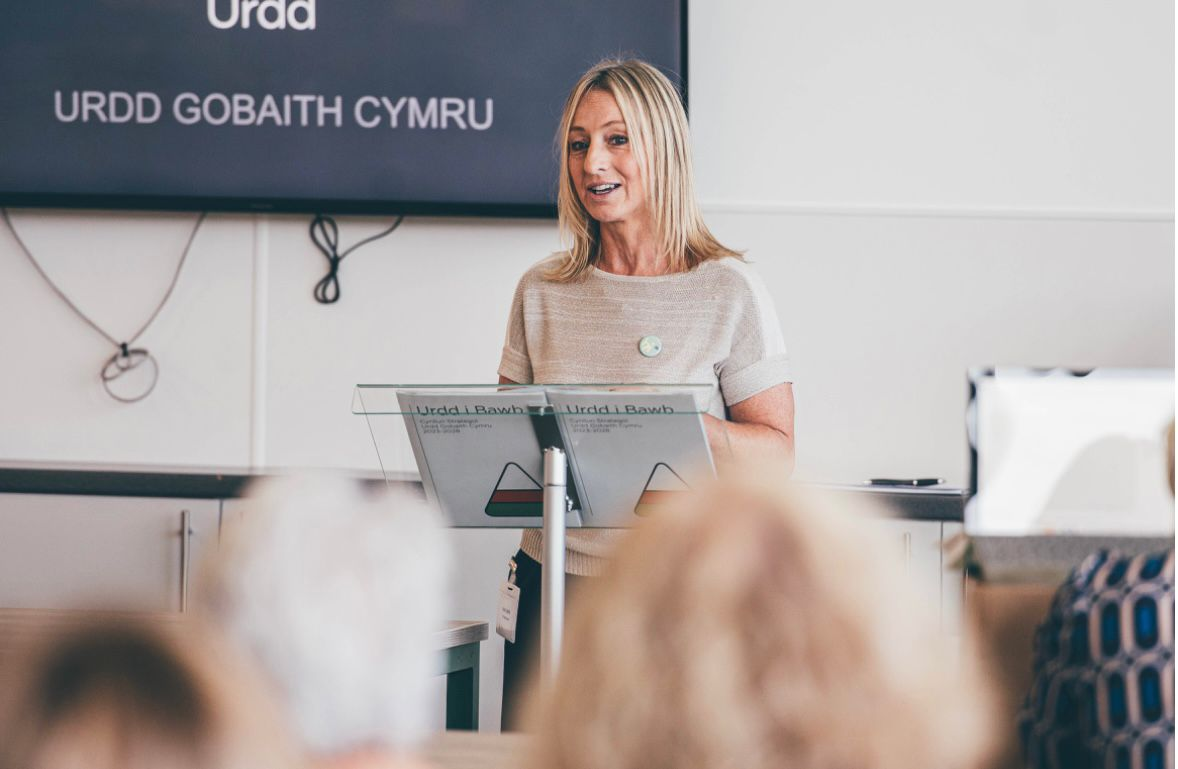
El objetivo fundamental de la Urdd es promover y apoyar el aprendizaje y uso de la lengua galesa

La  Urdd Gobaith Cymru [ɨrð ɡɔbaɪθ kəmrɨ], que puede traducirse como Liga o Asociación Galesa de la esperanza es una organización juvenil de Gales creada con el fin de promocionar la lengua galesa y apoyar su uso cotidiano. Consta de cerca de un millar de secciones locales y desde 2013 tiene más de 50.000 miembros. De hecho es la asociación juvenil más importante de Gales. Organiza gran cantidad y variedad de actividades, desde simples reuniones semanales hasta proyecciones, conferencias, concursos, festivales (eisteddfod), y todo tipo de actividades culturales y deportivas.

## Fundación
La Urdd nació en 1922 por iniciativa de Ifan de Owen Edwards y tras ser anunciada en la revista infantil Cymru'r Planta ("El País de Gales y los niños"). La primera sección local fue también comenzó su andadura ese mismo año, en la localidad de Treuddyn (Flintshire). 
En 1925 el Urdd publicó un "mensaje de paz y buena voluntad" de los jóvenes de Gales para el mundo, hecho que terminaría convirtiéndose en una tradición que todavía se mantiene cada año y se lleva a cabo el 18 de mayo. Por otro lado, publica tres revistas diferentes, dirigidas a grupos de edad y características específicos.
Además de lo anterior organiza diferentes competiciones deportivas (de rugby, fútbol, gimnasia, atletismo.

## Objetivo
El objetivo fundamental de la Urdd es promover y apoyar el aprendizaje y uso de la lengua galesa, con un enfoque destinado a su uso diario. En este sentido también es importante su esfuerzo en formar a nuevos hablantes y la asociación recibe el apoyo de otros colectivos.

## Logotipo y significado
El logotipo de la Urdd es una deformación triangular de la bandera de Gales en la cual su dragón se sustituye por unas rayas rojas. Los colores que utiliza suponen la base del movimiento y simbolizan lo siguiente: el verde de Gales, el rojo representando a la comunidad y el blanco simbolizando a Cristo. 

## Organización
La estructura organizativa general del Urdd se establece en torno a tres grupos de edad diferente:
- Hasta los 11 años de edad.
- De 11 a 16 años.
- Los denominados Urddaholics (entre 16 y 25 años).

El funcionamiento se realiza por medio de sus secciones locales, cuyas áreas de influencia coinciden con los de las escuelas de habla galesa. Estos grupos, a su vez, se unen entre sí en asociaciones por condado.